# Кършоу
 Тази статия е за окръга в Южна Каролина, САЩ.  За английския историк вижте Иън Кършоу.  
Окръг Кършоу (на английски: Kershaw County) е окръг в щата Южна Каролина, Съединени американски щати. Площта му е 1917 km², а населението – 65 403 души (1 април 2020). Административен център е град Камдън.